# Bhulepur
Bhulepur là một thị trấn thống kê (census town) của quận Ambedaker Nagar thuộc bang Uttar Pradesh, Ấn Độ.

## Nhân khẩu
Theo điều tra dân số năm 2001 của Ấn Độ, Bhulepur có dân số 5413 người. Phái nam chiếm 52% tổng số dân và phái nữ chiếm 48%. Bhulepur có tỷ lệ 51% biết đọc biết viết, thấp hơn tỷ lệ trung bình toàn quốc là 59,5%: tỷ lệ cho phái nam là 56%, và tỷ lệ cho phái nữ là 46%. Tại Bhulepur, 19% dân số nhỏ hơn 6 tuổi.